# Медична генетика
Медична генетика (або генетика людини, клінічна генетика, генопатологія) — галузь медицини, наука, яка займається діагностикою, профілактикою та лікуванням спадкових захворювань та вивчає явища спадковості і мінливості у різних популяціях людей, особливості прояву та розвитку нормальних і патологічних ознак, залежність захворювань від генетичних або епігенетичних аномалій.
Завданням медичної генетики є виявлення, вивчення, профілактика і лікування спадкових хвороб, розробка шляхів запобігання впливу негативних факторів середовища на спадковість людини. Існують речовини, введення яких допомагає запобігти дефектів та патологій, якщо їх ввести на ранньому етапі ембріонального розвитку. Існує визначення батьківства з високою ймовірністю 99% за допомогою ДНК.
Медична генетика включає дослідження успадкування захворювань у сім’ях, відображення генів захворювань у їхніх хромосомах, діагностику генетичних розладів, клінічне лікування генетичних захворювань та консультування сімей, уражених генетичними захворюваннями.
Медична генетика все більше стає актуальною для багатьох поширених захворювань. Понад 60% людей у певний момент свого життя можуть відчути наслідки генетичного розладу або активації схильності до тих чи інших хвороб, внаслідок певного способу життя. Втручання та плани лікування генетичних захворювань є специфічними для конкретного розладу та можуть включати модифікацію харчування (див. Нутрігеноміка, Здорове харчування), уникнення негативних факторів навколишнього середовища чи корекцію способу життя.
Медична генетика — це галузь, яка швидко змінюється, завдяки прогресу сучасної біотехнології та геномних досліджень. Ці досягнення дозволяють краще зрозуміти генетичні захворювання та розробити нові методи лікування цих захворювань.

## Медична генетика та генетика
Медична генетика відрізняється від генетики людини тим, що генетика людини є галуззю наукових досліджень, яка може застосовуватися або не застосовуватися до медицини, тоді як медична генетика стосується застосування генетики до медичної допомоги. Ця область складається з різних підгалузей, включаючи клінічну генетику, генетичне консультування, біохімічну генетику, цитогенетику, молекулярну генетику та геномну медицину серед інших.

### Клінічна генетика
Клінічна генетика займається діагностикою та лікуванням генетичних розладів. Генетичні консультанти – це професіонали, які надають інформацію та підтримку сім’ям, у яких є члени з вродженими дефектами або генетичними розладами, а також сім’ям, які можуть мати ризик різноманітних спадкових захворювань.

### Біохімічна генетика
Біохімічна генетика передбачає діагностику та лікування вроджених помилок метаболізму, при яких пацієнти мають ферментативні дефіцити, які порушують біохімічні шляхи, залучені до метаболізму вуглеводів, амінокислот і ліпідів.

### Цитогенетика
Цитогенетика включає вивчення хромосом в клітинному ядрі, включаючи поведінку хромосом під час мітозу та мейозу, хромосомні варіації, типи та випадки хромосомних пошкоджень і аномалій, а також наслідки таких аномалій.

### Молекулярна генетика
Молекулярна генетика передбачає вивчення структури та функції генів на молекулярному рівні та використовує методи як молекулярної біології, так і генетики.

### Геномна медицина
Геномна медицина передбачає використання геномної інформації про людину для її клінічної допомоги (наприклад, для прийняття діагностичних або терапевтичних рішень).

## Основні розділи медико-генетичної допомоги
- Профілактика ушкодження генів
  - суспільна (соціальна)
  - індивідуальна
- Діагностика ушкодження генів
  - пряма
  - непряма
- Лікування наслідків пошкодження генів
  - генотерапія
  - редагування генома
  - корекція продукту гена
- корекція морфологічного чи біохімічного дефекту, викликаного патологічним геном

### Книги
- Jorde Lynn B.; Carey John C.; Bamshad Michael J. (2020). Medical genetics (6th edition). Philadelphia, PA: Elsevier. ISBN 978-0-323-59737-1.
- Медична генетика: підручник (ВНЗ IV р. а.) / О.Я. Гречаніна, Г. Хоффманн, Р.В. Богатирьова та ін.- Київ: «Медицина», 2007.- 536 с. ISBN 978-966-8144-57-8
- Генетика популяцій: підручник / О.Л.Трофименко, М.І.Гиль, О.Ю.Сметана; за ред. М.І.Гиль; МНАУ. – Миколаїв: Видавничий дім «Гельветика», 2018. – 254 с. Ел.джерело [Архівовано 9 січня 2021 у Wayback Machine.] ISBN 978-966-916-465-0
- Медична генетика: Підручник / Г. Й. Путинцева. Київ: Медицина, 2008. 392 с.
- Медична генетика : підручник для вузів / Н.А. Кулікова, Л.Є. Ковальчук. Тернопіль: Укрмедкнига, 2004. 188 с. ISBN 966-673-038-3
- Медична біологія / За ред. В. П. Пішака, Ю. І. Бажори. Підручник. - Вінниця: НОВА КНИГА, 2004. - 656 с: іл. Ел.джерело ISBN 966-7890-35-X  (С.150-238)
- Основи медичної генетики: навч. посіб. для студ. та лікарів-інтернетів вищ. мед. закл. освіти III-IV рівнів акредитації / Т.І.Бужієвська. - К. : Здоров'я, 2001. - 136 с.

### Журнали
- Nature Genetics
- PLOS Genetics
- Nature Reviews Genetics
- Genes and Development
- Journal of Medical Genetics
- American Journal of Medical Genetics: Part A, Part B: Neuropsychiatric Genetics, Part C: Seminars.
- BMC Medical Genomics
- European Journal of Medical Genetics
- Application of Clinical Genetics